# Caldeiras
Caldeiras est une localité de Sao Tomé-et-Principe située au nord de l'île de Sao Tomé, dans le district de Lobata. C'est une ancienne roça.

## Population
Lors du recensement de 2012, 231 habitants y ont été dénombrés.

## Roça
De petite dimension, c'était l'une des nombreuses dépendances de la grande roça Rio do Ouro (rebaptisée Agostinho Neto).
Photographies et croquis réalisés en 2014 mettent en évidence la disposition des bâtiments, leurs dimensions et leur état à cette date.